# Енні (премія)
Премія «Енні» (англ. Annie Award) — премія, представлена в Лос-Анджелесі Каліфорнійською філією Міжнародної асоціації анімаційного кіно ASIFA 1972 року. Спочатку задумувалась як вшанування діячів анімації за внесок у галузях виробництва: менеджмент, сценарій, озвучка, дизайн, ефекти та ін. З 1992 року введена категорія «Найкращий анімаційний фільм».

## Критика і скандали
У 2008 році на премію Найкращий короткометражний фільм було номіновано 5 робіт: дві Діснеївські стрічки, одна Піксарова і дві незалежні. Коли на захищеному сайті почалося голосування, виявилося, що два незалежних мультфільму не включені в список. ASIFA визнала помилку, результати були скинуті й виборцям знову було запропоновано проголосувати, але один з незалежних мультфільмів «Everything Will Be ОК» знову не потрапив до списку. Голосування зупинили, а коли увімкнули, у короткометражки виявилося менше ніж 24 години, щоб отримати необхідні голоси. Хоча організатори й перепросили, далі справа не пішла, виграв мультфільм Піксара.
У 2009 році «Панда Кунг-Фу» завдала нищівної поразки оскароносному «ВОЛЛ·І», вигравши у нього у всіх номінаціях, де той був представлений. Чимало здивованих і вражені цим, вважають, що причина — внутрішня робота Джеффрі Катценберга, що роздав кожному співробітнику членство в ASIFA, а потім натякнув за кого голосувати.
А у 2010 році Дісней повідомив про припинення підтримки премії. Їх не влаштовував той факт, що будь-який бажаючий може купити членство в ASIFA, і повідомили про перевагу DreamWorks, який безкоштовно надає членські картки своїм співробітникам. У відповідь на це асоціація змінила правила надання бюлетенів для голосування: тепер голосувати можуть тільки професійні критики. Глава назвав це першим кроком до майбутніх змін. Попри це президент Дісней закликає всі студії рекомендувати зміну правил.

## Лауреати премії у категорії «Найкращий анімаційний фільм»
| Рік  | Анімація                                      | Компанія                                                              |
| ---- | --------------------------------------------- | --------------------------------------------------------------------- |
| 1992 | Красуня і чудовисько                          | Walt Disney Pictures                                                  |
| 1993 | Алладін                                       | Walt Disney Pictures                                                  |
| 1994 | Король Лев                                    | Walt Disney Pictures                                                  |
| 1995 | Покахонтас                                    | Walt Disney Pictures                                                  |
| 1996 | Історія іграшок                               | Walt Disney Pictures & Pixar                                          |
| 1997 | Коти не танцюють                              | Turner Feature Animation                                              |
| 1998 | Мулан                                         | Walt Disney Pictures                                                  |
| 1999 | Залізний велетень                             | Warner Bros. Feature Animation                                        |
| 2000 | Історія іграшок 2                             | Walt Disney Pictures & Pixar                                          |
| 2001 | Шрек                                          | DreamWorks SKG & Pacific Data Images                                  |
| 2002 | Віднесені привидами                           | Studio Ghibli                                                         |
| 2003 | У пошуках Немо                                | Pixar                                                                 |
| 2004 | Суперсімейка                                  | Pixar                                                                 |
| 2005 | Воллес і Громіт: Прокляття кролика-перевертня | Aardman Animations & DreamWorks Animation                             |
| 2006 | Тачки                                         | Pixar                                                                 |
| 2007 | Рататуй                                       | Pixar                                                                 |
| 2008 | Панда Кунг-Фу                                 | DreamWorks Animation                                                  |
| 2009 | Вперед і вгору                                | Pixar                                                                 |
| 2010 | Як приборкати дракона                         | DreamWorks Animation                                                  |
| 2011 | Ранго                                         | Nickelodeon Movies & GK Films & Industrial Light & Magic & Blind Wink |
| 2012 | Ральф-руйнівник                               | Walt Disney Pictures                                                  |
| 2013 | Крижане серце                                 | Walt Disney Pictures                                                  |
| 2014 | Як приборкати дракона 2                       | DreamWorks Animation                                                  |
| 2015 | Думками навиворіт                             | Walt Disney Pictures & Pixar                                          |
| 2016 | Зоотрополіс                                   | Walt Disney Animation Studios & Walt Disney Pictures                  |
| 2017 | Коко                                          | Pixar                                                                 |
| 2018 | Людина-павук: Навколо всесвіту                | Sony Pictures Animation                                               |
| 2019 | Клаус                                         | Netflix Animation                                                     |
| 2020 | Душа                                          | Pixar                                                                 |
| 2021 | Мітчелли супроти Машин                        | Sony Pictures Animation                                               |
| 2022 | Піноккіо Ґільєрмо дель Торо                   | Netflix, Double Dare You!, ShadowMachine, The Jim Henson Company      |
| 2023 | Людина-павук: Крізь Всесвіт                   | Sony Pictures Animation                                               |
| 2024 | Дикий робот                                   | DreamWorks Animation & Universal Pictures                             |